# Assumani Senghie
Assumani Senghie est un homme politique congolais membre du Mouvement national congolais-Lumumba. Il est le tout premier ministre des Affaires sociales du Congo indépendant.